# خوليو لوبيز (مجدف)
خوليو لوبيز (بالإسبانية: Julio López)‏ هو مجدف إسباني، ولد في 13 يناير 1933 في برشلونة في إسبانيا.

## وصلات خارجية
- خوليو لوبيز على موقع الاتحاد الدولي للتجديف (الإنجليزية)
- خوليو لوبيز على موقع أوليمبيديا (الإنجليزية)